# Гави (город)
Гави (итал. Gavi) — коммуна в Италии, располагается в регионе Пьемонт, в провинции Алессандрия. Дала своё название винодельческой зоне Гави.
Население составляет 4578 человек (2008 г.), плотность населения составляет 90 чел./км². Занимает площадь 51 км². Почтовый индекс — 15066. Телефонный код — 0143.
Покровителем коммуны почитается святой апостол Иаков Старший, празднование 26 июля.

## Демография
Динамика населения: